# Zbigniew Smolarek
Zbigniew Smolarek (ur. 3 września 1946) – kontradmirał, wojskowy pilot myśliwski i śmigłowcowy. W latach 1964–2006 służył w Siłach Zbrojnych, dowodząc m.in. 15 eskadrą lotnictwa rozpoznawczego, 16 pułkiem lotnictwa specjalnego oraz Brygadą Lotnictwa Marynarki Wojennej.

## Wykształcenie
Zbigniew Smolarek urodził się 3 września 1946 w Marktoberdorf (Niemcy – Bawaria). Szkołę lotniczą w Dęblinie ukończył w 1967 jako pilot myśliwski. Jest również wyróżnionym absolwentem Akademii Sztabu Generalnego w Warszawie z 1976. W latach 1994–1995 z wynikiem bardzo dobrym ukończył podyplomowe studia operacyjno-strategiczne w Akademii Obrony Narodowej w Warszawie.

## Służba wojskowa
Po promocji oficerskiej rozpoczął służbę w lotnictwie Marynarki Wojennej. W tym czasie wykonywał loty na samolotach Lim-6bis w 7 pułku lotnictwa myśliwsko-szturmowego Marynarki Wojennej w Siemirowicach, zajmując kolejne stanowiska służbowe do dowódcy eskadry włącznie. Po ukończeniu Akademii Sztabu Generalnego przez 7 lat dowodził 15 Eskadrą Lotnictwa Rozpoznawczego Marynarki Wojennej w Siemirowicach, zdobywając trzykrotnie tytuł najlepszej jednostki rozpoznawczej Wojska Polskiego. W 1983 dostał polecenie sformowania 16 Pułku Lotnictwa Specjalnego MW w Darłowie, co wiązało się z szybkim przeszkoleniem na pilota śmigłowców zwalczania okrętów podwodnych Mi-2 i Mi-14 PŁ. W 1986 przeniesiony został do Dowództwa Marynarki Wojennej na stanowisko inspektorskie w pionie szkolenia morskiego, a później lotniczego. Od 1989 był organizatorem związku taktycznego Marynarki Wojennej – brygady lotnictwa, jako dowódca grupy organizacyjno-przygotowawczej. Od 1995 do 2006 był dowódcą Gdyńskiej Brygady Lotnictwa Marynarki Wojennej.
Jest pilotem klasy mistrzowskiej oraz pilotem doświadczalnym. W 1987 rozpoczął loty na śmigłowcu PZL W-3 Sokół. W oparciu o doświadczenia zebrane w czasie licznych kontaktów z lotnictwami państw morskich i doświadczenia z eksploatacji Sokoła, prowadził prace rozwojowe morskiego śmigłowca ratowniczego PZL W-3RM Anakonda. Będąc pilotem doświadczalnym i oblatywaczem prezentował Anakondę na salonach lotniczych w Berlinie, Paryżu i Ostendzie. Prowadził także próby śmigłowców wsparcia bojowego PZL W-3U Salamandra i PZL W-3WB Huzar. Testował i prezentował te śmigłowce m.in. w Republice Południowej Afryki i Birmie. W 1990 został członkiem Krajowej Rady Lotnictwa Polskiego.

## Odznaczenia
Jest odznaczony Krzyżem Kawalerskim Orderu Odrodzenia Polski i Srebrnym Krzyżem Zasługi, ponadto Medalami Za Zasługi dla Obronności Kraju i Medalami Siły Zbrojne w Służbie Ojczyzny wszystkich stopni. Posiada również Błękitne Skrzydła i tytuł Zasłużonego Pilota Rzeczypospolitej Polskiej.

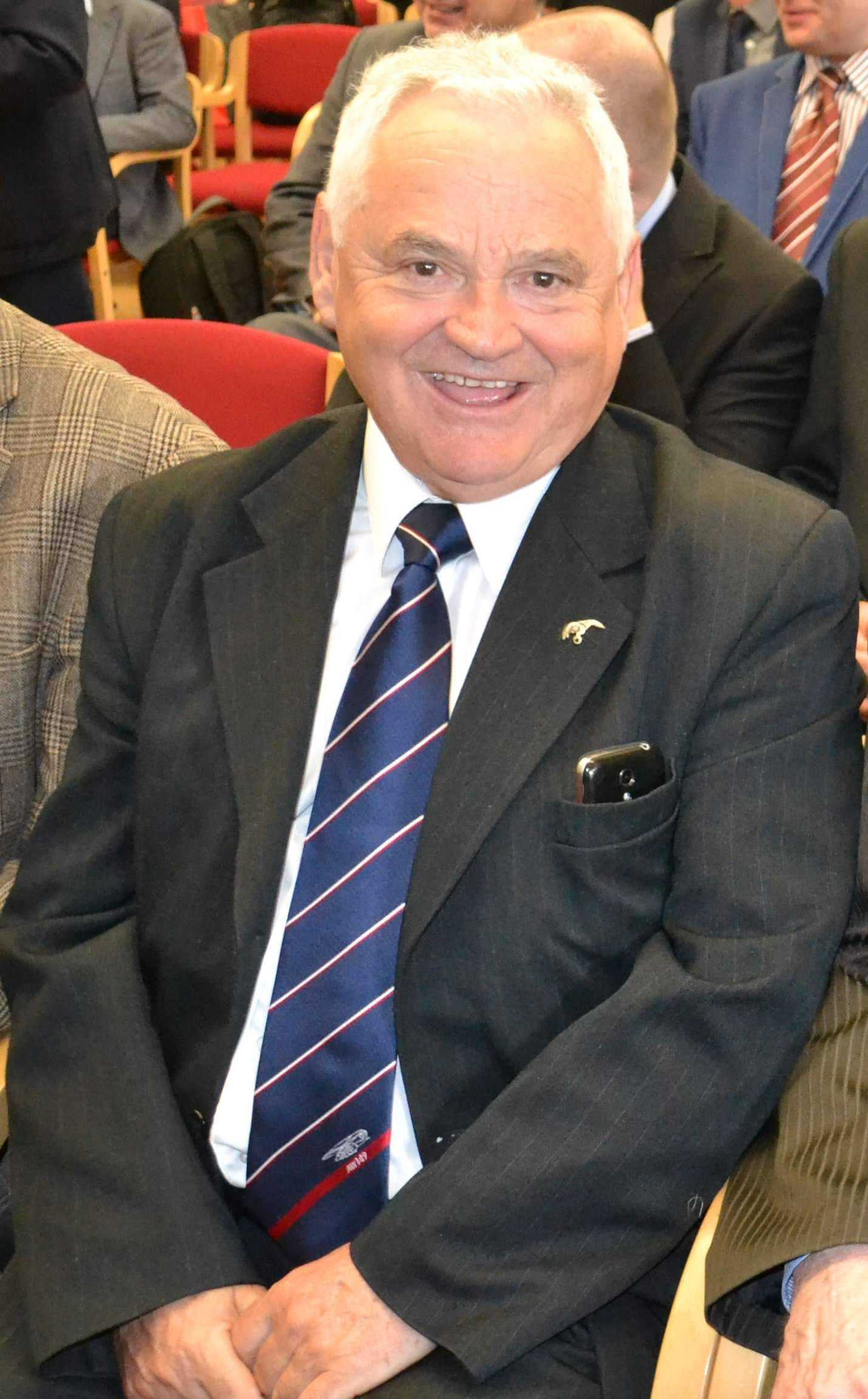
Zbigniew Smolarek IV 2016 r.

## Życie prywatne
Jest żonaty, żona Joanna jest pielęgniarką. Ma syna Piotra, który jest pilotem Brygady Lotnictwa Marynarki Wojennej. Jego zainteresowania to turystyka, motoryzacja, karawaning i wędkarstwo.